# Uzbekistan Airways
Uzbekistan Airways (usbekisch Oʻzbekiston havo yoʻllari) ist die staatliche Fluggesellschaft Usbekistans mit Sitz in Taschkent und Basis auf dem Flughafen Taschkent.

## Geschichte
Die Gründung wurde kurz nach dem Zerfall der Sowjetunion in Angriff genommen. Am 28. Januar 1992 wurde dann schließlich die Genehmigung erteilt und die Fluggesellschaft konnte als internationale Luftverkehrsgesellschaft fungieren. Als Sitz wählte man die größte Stadt des Landes und Hauptstadt Usbekistans, Taschkent.
Die erste Linienflugverbindung der Uzbekistan Airways führte von Taschkent nach London im Vereinigten Königreich. Weitere reguläre Flüge wurden in diesem Jahr auf Strecken nach Karatschi, Neu-Delhi, Kuala Lumpur, Tel Aviv und Peking aufgenommen.
Mit einem Airbus A310-300 bekam die Gesellschaft 1993 ihr erstes fabrikneues Flugzeug, das auf den neu aufgenommenen Verbindungen von Taschkent nach Frankfurt am Main und Bangkok eingesetzt wurde. Als erste Luftverkehrsgesellschaft der Gemeinschaft unabhängiger Staaten bekam Uzbekistan Airways ebenfalls 1993 das europäische Qualitätszertifikat. 1994 folgte eine weitere werksneue A310-300, womit man neue Linienflüge nach Athen, Manchester und Seoul in den Flugplan aufnahm. 1995 wurde das Streckennetz um weitere Linienflüge nach Bahrain und New York ergänzt. 1996 stieß zudem eine erste Boeing 767-300ER zur Flotte.
Im Jahr 1997 erhielt Uzbekistan Airways das Diplom und Qualifikationszertifikat JAR-145 der internationalen Flugsicherheit, das die Gesellschaft befähigt und erlaubt C-Checks durchzuführen.
1998 wurde die Flotte der Uzbekistan Airways um eine dritte A310-300 ergänzt, was die Eröffnung weiterer Linienflüge nach Paris und Dhaka (bis 2007) ermöglichte. In den folgenden Jahren wurde das Streckennetz abermals stark ausgebaut. So nahm man 1999 Kiew und Riad in den Flugplan auf, ebenso erste Charterflüge nach Japan. Im Jahr 2000 wurde das Streckennetz um Rom und Birmingham ergänzt, 2001 wurde schließlich ein erster Linienflug ins japanische Osaka eingerichtet.
Parallel dazu wurde über die Jahre hinweg ein eigener Wartungsbereich in Kooperation mit Lufthansa Technik aufgebaut, der seit 2002 als „Uzbekistan Airways Technics“ fungierte. Zu den ersten Arbeiten gehörte ein C-Check an einer Boeing 757.
Weiterhin befand sich die Fluggesellschaft auf Expansionskurs. 2003 wurde eine weitere Boeing 767-300ER angeschafft und internationale Flugverbindungen nach Hanoi aufgenommen. Im selben Jahr erhielt der Heimatflughafen Taschkent die Auszeichnung „Best Airport of CIS Countries 2003“. 2004 wurde die Flotte um eine weitere 767-300ER sowie drei 757-200 ergänzt. Flugverbindungen nach Riga, Shanghai und Astana wurden aufgenommen.
2005 erhielt Uzbekistan Airways von Boeing das „Safety Foundation Diploma“ und den „Recognition Award“ für zehn Jahre sicheres und zuverlässiges Fliegen von Maschinen des Herstellers Boeing. 16 Maschinen vom Typ Boeing 767-300, Boeing 757-200, Airbus A310 und Avro RJ85 standen nun im Einsatz. 2006 wurde zudem ein Linienflug nach Ürümqi eingerichtet.
2008 gab Uzbekistan Airways bekannt, der Luftfahrtallianz SkyTeam beizutreten. Das Vorhaben sollte ursprünglich 2009 vervollständigt sein, wurde aber verschoben und ist derzeit noch immer vakant.
Am 31. August 2016 wurde die erste von zwei bestellten Boeing 787-8 an Uzbekistan Airways ausgeliefert.

## Flugziele

Flugziele der Uzbekistan Airways

Uzbekistan Airways fliegt von Taschkent neben Zielen im Inland Städte in Asien, Europa sowie in Ägypten und den USA an. Im deutschsprachigen Raum werden Frankfurt und München bedient.

## Flotte

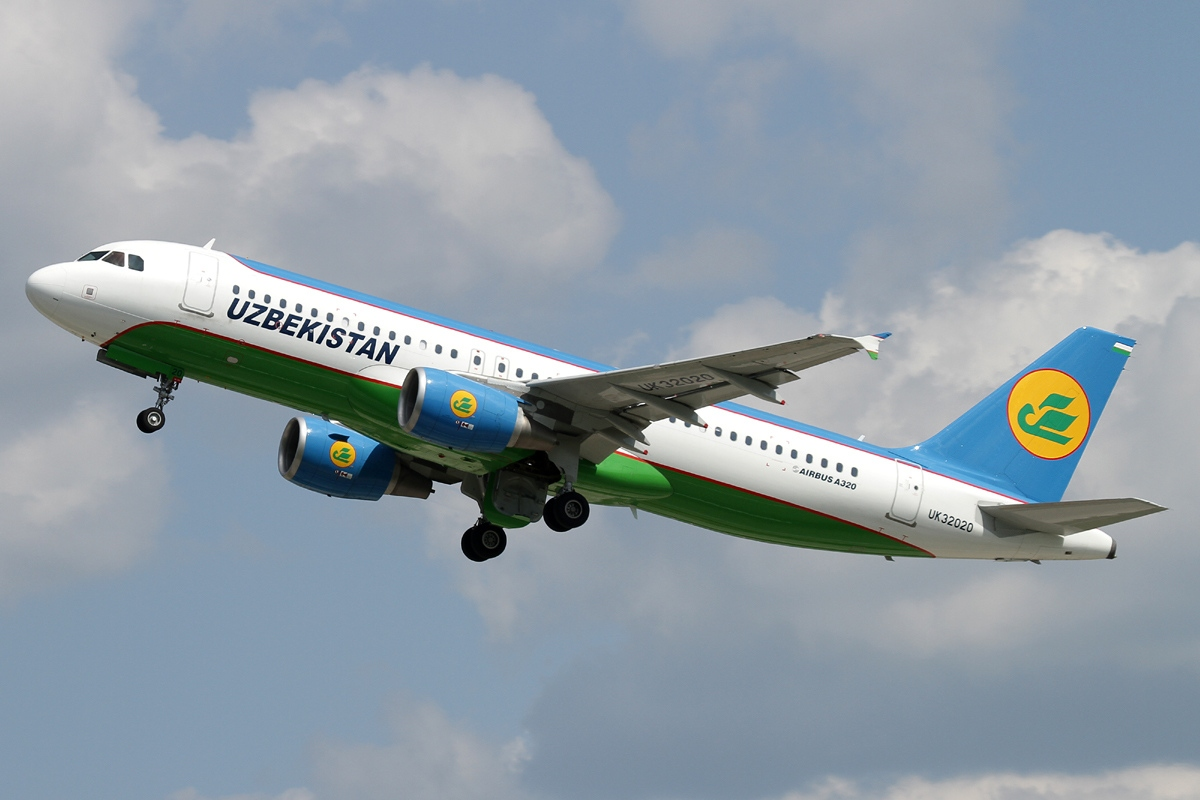
Airbus A320-200 der Uzbekistan Airways

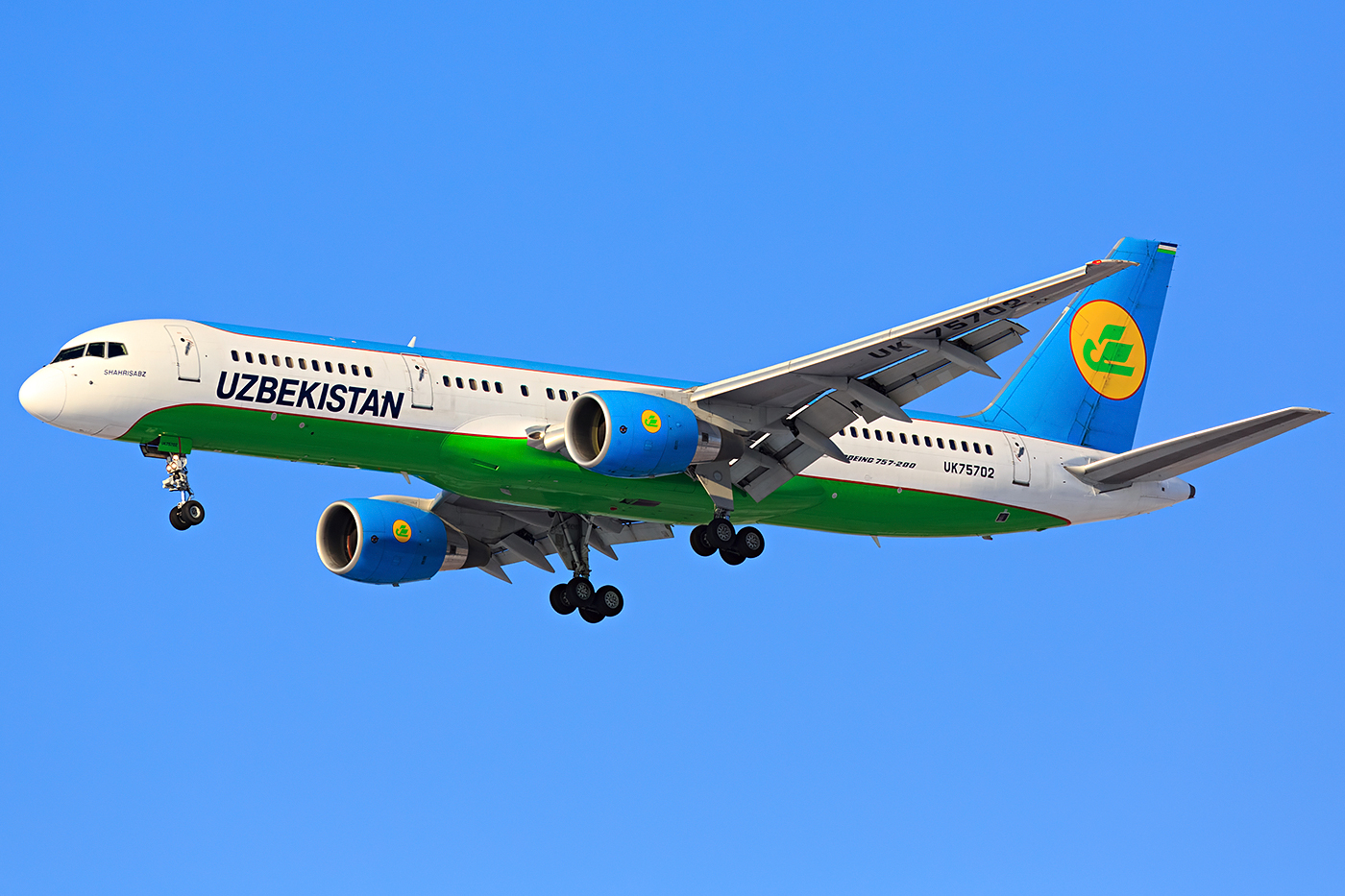
Boeing 757-200 der Uzbekistan Airways

Mit Stand Januar 2025 besteht die Flotte der Uzbekistan Airways aus 44 Flugzeugen mit einem Durchschnittsalter von 9,5 Jahren:
| Flugzeugtyp       | Anzahl | bestellt | Anmerkungen                                                | Sitzplätze (Business/Economy) | Durchschnittsalter |
| ----------------- | ------ | -------- | ---------------------------------------------------------- | ----------------------------- | ------------------ |
| Airbus A320-200   | 09     |          | einer inaktiv                                              | 150 (12/138)                  | 13,3 Jahre         |
| Airbus ACJ320     | 02     |          | betrieben für die Regierung Usbekistans                    | VIP                           | 13,3 Jahre         |
| Airbus A320neo    | 10     |          |                                                            | 150 (12/138)                  | 3,6 Jahre          |
| Airbus A321neo    | 05     | 14       |                                                            | 150 (12/138)                  | 2,6 Jahre          |
| Airbus A330-200   | 02     |          | betrieben von Qanot Sharq                                  | 266 (18/248)                  | 13,4 Jahre         |
| Boeing 767-300ER  | 06     |          | zwei inaktiv; eine betrieben für die Regierung Usbekistans | 247 (15/232) 264 (18/246)     | 17,9 Jahre         |
| Boeing 767-300BCF | 02     |          | eine inaktiv; Cargo; 2014 umgebaute 767-300ER              | Frachtflugzeug                | 17,9 Jahre         |
| Boeing 787-8      | 07     |          | 1 in VIP-Ausstattung                                       | 246 (24/222) 270 (24/246)     | 6,6 Jahre          |
| Gesamt            | 44     | 14       |                                                            |                               | 9,5 Jahre          |

### Ehemalige Flugzeugtypen
- Airbus A300-600RF
- A310-300
- Avro RJ85
- Boeing 757-200
- Tupolew Tu-154

## Kontroversen

### Geschäftstätigkeit in Russland
Uzbekistan Airways wurde dafür kritisiert, weiterhin über den russischen Luftraum während des russischen Überfalls auf die Ukraine zu fliegen. Während viele Fluggesellschaften ihre Flüge über Russland aufgrund von Sanktionen und Luftraumschließungen eingestellt haben, setzte Uzbekistan Airways ihre Flüge fort.
Im Jahr 2023 wurde Uzbekistan Airways im „Leave Russia“-Projekt aufgeführt, da Uzbekistan Airways weiterhin ihre Geschäftstätigkeiten weiterhin in Russland aufrechterhielt. Kritiker argumentierten, dass Uzbekistan Airways durch das Fortsetzen ihrer Flüge über russisches Gebiet die russische Wirtschaft und die Regierung während des Konflikts indirekt unterstützte.